# Linkin Park
Vous lisez un « bon article » labellisé en 2011.
Linkin Park (prononcé : [ˈlɪŋkɪn pɑːk]) est un groupe américain de rock alternatif et nu metal, originaire d'Agoura Hills, en Californie. Il se compose de Mike Shinoda (chant, rap, guitare, clavier) ; Emily Armstrong (chant) ; Brad Delson (guitare) ; Joe Hahn (scratch, clavier) ; Dave Farrell (basse) et Colin Brittain (batterie).
Il est propulsé sur le devant de la scène mondiale dès la sortie en 2000 de son premier album Hybrid Theory. Écoulé à plus de 24 millions d'exemplaires et certifié disque de diamant par la RIAA, celui-ci fait partie des albums les plus vendus au monde et reste sa meilleure performance commerciale à ce jour. Reanimation est l'album de remix de Hybrid Theory sorti en 2002. En 2003, la sortie de l’album Meteora (également vendu dans les 20 millions d'exemplaires), suivi du CD/DVD Live in Texas et l'EP mash-up Collision Course avec Jay-Z en 2004 consolide leur place de groupe phare. Estimant avoir exploré toutes les directions qu'offraient le nu metal et le rapcore, le groupe décide de se tourner vers d'autres genres dans son album suivant, Minutes to Midnight (2007), qui prend la tête des ventes dans 32 pays notamment grâce aux hits Given Up, Leave Out All the Rest, Shadow of the Day, Bleed It Out et la bande son de Transformers : What I've Done et se classe meilleure entrée de l'année aux États-Unis.
Malgré la déstabilisation d’une partie de leur public, ils approfondissent encore leurs expérimentations avec l'album concept A Thousand Suns, sorti en 2010 et reconnu par certains critiques comme une œuvre majeure du rock expérimental. S'ils se rapprochent du rock électronique avec Living Things en 2012, notamment avec Burn It Down et Castle of Glass, leur album The Hunting Party, sorti en juin 2014, s'éloigne radicalement des précédents opus avec des sonorités beaucoup plus brutes et agressives. One More Light, sorti le 19 mai 2017, est le 7e et dernier album studio du groupe avec Chester Bennington comme chanteur principal, avant son décès survenu le 20 juillet 2017. Il s'agit de l'album le plus pop de la discographie du groupe. Cette nouvelle direction artistique, qui a surpris de nombreux fans de la première heure, est totalement assumée par Chester Bennington, ce dernier se livrant comme jamais dans les textes des chansons. Le titre Nobody Can Save Me apparaît d'ailleurs, après le décès de ce dernier, lourd de sens pour certains observateurs.
Certains singles tels que Crawling, In the End, Papercut et One Step Closer (2000-2001), From the Inside, Somewhere I Belong, Breaking the Habit, Faint et Numb (2003-2004), What I've Done, Shadow of the Day, Given Up, Leave Out All the Rest et Bleed It Out (2007-2008), New Divide (2009), The Catalyst, Waiting for the End, Burning in the Skies et Iridescent (2010-2011), Lost in the Echo, Burn It Down et Castle of Glass (2012), Final Masquerade et Until It's Gone (2014) contribuent à populariser le groupe. Celui-ci collabore également avec plusieurs artistes, notamment avec le rappeur Jay-Z dans l'album Collision Course sorti en 2004, et quelques autres dans les albums remix Reanimation de 2002 et Recharged (Album Remix de Living Things) de 2013. Le groupe sort également divers CD et DVD live, dont Road to Revolution: Live at Milton Keynes en 2008.
Actif sur les réseaux sociaux, Linkin Park est le premier groupe de rock à franchir en 2014 le seuil du milliard de vues sur le site d’hébergement de vidéo YouTube. C’est également le plus populaire sur Facebook, mais aussi l’un des plus piratés sur Internet,,. En novembre 2013, le groupe compte plus de 70 millions d’albums vendus, et est récompensé de deux Grammy Awards,,.
À la suite du décès de Chester Bennington le 20 juillet 2017, le groupe connaît une pause de plusieurs années. En septembre 2024, Linkin Park annonce l'arrivée de la chanteuse Emily Armstrong du groupe Dead Sara pour succéder à Chester Bennington. Le groupe sort l'album From Zero le 15 novembre 2024, et sa version deluxe 2CD le 16 mai 2025.

## Histoire

### Débuts et percées difficiles (1996–1999)
À l'origine, Linkin Park est formé par trois amis d'université, Mike Shinoda, Brad Delson et Rob Bourdon,. Après avoir obtenu leur baccalauréat, ils s'intéressent plus sérieusement au monde musical et recrutent Joe Hahn comme DJ, puis Dave « Phoenix » Farrell et Mark Wakefield, respectivement à la basse et au chant, pour étoffer le groupe qui s'appelle alors Xero,. Bien que limités financièrement, ils commencent à produire et enregistrer des chansons dans un studio de fortune installé dans la chambre de Mike en 1996. Ils sortent quelques démos, mais celles-ci ne connaissent aucun succès, et la formation peine à trouver un éditeur. Les tensions et la frustration poussent Mark Wakefield à quitter Xero pour devenir manager de Taproot. Dans le même temps, Dave met le projet entre parenthèses pour une durée indéterminée et part en tournée avec son autre groupe : Tasty Snax.
Mike lance alors une audition dans l'optique de trouver un nouveau chanteur. Chester Bennington, originaire d'Arizona, qui vient de quitter Grey Daze (son premier groupe), saisit l'occasion grâce à Jeff Blue en mars 1999. Intéressé par la proposition, il lui envoie une cassette avec des enregistrements de sa voix, et devient la nouvelle tête de Xero. Son arrivée engendre par ailleurs une modification du nom du groupe qui passe de Xero à Hybrid Theory. Mais, cette appellation ayant déjà été utilisée par un groupe d'electro, Hybrid Theory devient Lincoln Park, puis Linkin Park, en hommage au Santa Monica's Lincoln Park. Le duo que forment les voix de Chester et Mike aide alors à les relancer, et les incite à travailler sur de nouvelles chansons. Malgré ces changements, ils luttent toujours pour trouver une maison de disques et après de nombreux échecs, se retournent vers Jeff Blue, qui vient d'intégrer Warner Bros Records ; Blue appuie leur demande et leur permet finalement, après avoir essuyé trois refus, de signer un contrat en 1999.
En 1999, Linkin Park sort l'EP Hybrid Theory, édité à 1 000 exemplaires pour leur fan club underground comportant six pistes : Carousel, Technique (Short), Step Up, And One, High Voltage, et Part of Me.

### Hybrid Theory(2000–2003)
Hybrid Theory est publié le 24 octobre 2000. L'album, qui représente une demi-décennie de travail de la part du groupe, est édité par le producteur Don Gilmore. Alors que le mouvement du nu metal est en plein renouveau global, Hybrid Theory est bien reçu, puisqu'il obtient la certification disque d'or en un peu plus de deux mois aux États-Unis, où il devient ensuite le plus gros succès musical de l'année 2001 avec 4,8 millions de disques vendus,. Des titres comme Crawling ou One Step Closer deviennent de grands classiques sur les radios de rock alternatif de l'époque. D'autres titres sont utilisés comme bande son dans les films Dracula 2001, Little Nicky et Mortelle Saint-Valentin. MTV leur décerne les récompenses du « meilleur clip rock » et de la « meilleure réalisation » (pour In the End). Grâce à la victoire du Grammy Award de la « meilleure chanson hard rock » pour Crawling, ainsi qu'à leur nomination dans les catégories « meilleur nouveau groupe » et le « meilleur album rock », le succès du groupe est total et Linkin Park est désormais installé comme une référence du nu metal.

Ancien logo du groupe après la sortie de Hybrid Theory.

Pendant ce temps, le groupe reçoit de nombreuses invitations pour des festivals musicaux célèbres, notamment de la part de l'Ozzfest, The Family Values Tour et KROQ Almost Acoustic Christmas. Ils décident alors de créer leur propre tournée, Projekt Revolution Tour, qui présentera des artistes comme Snoop Dogg, Cypress Hill, Adema. Leurs expériences et leurs principaux concerts sont regroupés dans leur premier DVD, Frat Party at the Pankake Festival, publié en novembre 2001.
L'ancien bassiste Dave Farrell les ayant rejoint, le groupe commence à travailler sur un album remix, baptisé Reanimation, qui comprend des œuvres de Hybrid Theory EP et Hybrid Theory avec la participation de Black Thought, Jonathan Davis (de Korn), Aaron Lewis (de Staind) et bien d'autres. Reanimation sort le 30 juillet 2002 et prend la seconde place du Billboard 200 avec 270 000 exemplaires vendus au cours de sa première semaine.

### Meteora(2003–2004)

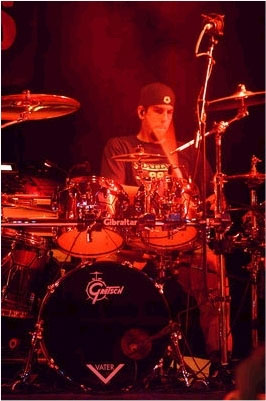
Rob Bourdon en concert lors du LP's Meteora Tour.

Après le succès de Hybrid Theory et Reanimation, Linkin Park passe beaucoup de temps à voyager à travers les États-Unis. Les membres du groupe commencent à travailler sur un nouveau projet dans leur « bus studio » durant les rares moments libres de leur calendrier saturé. Le groupe annonce officiellement l'enregistrement d'un nouvel album en décembre 2002. Ils déclarent que leur travail a été inspiré par la région des Météores en Grèce. Quant au style musical, Meteora serait un mix de nu metal et de rapcore avec des effets novateurs (on notera l'utilisation d'un shakuhachi, et d'autres instruments insolites). Celui-ci sort le 25 mars 2003, et obtient immédiatement une reconnaissance mondiale : il grimpe directement à la première place aux États-Unis (où il s'écoule à 810 000 exemplaires pour sa première semaine et se classe troisième meilleur démarrage de l'époque) et en Angleterre, à la deuxième en Australie, et la troisième en France. Les singles Somewhere I Belong, Faint, Numb ou encore Breaking the Habit reçoivent une attention particulière de la part des radios.
En juin 2003, le chanteur Chester Bennington est hospitalisé, ce qui oblige le groupe à annuler une douzaine de dates européennes. Le mois suivant, Metallica les invite à jouer au Summer Sanitarium Tour 2003, qui inclut d'autres artistes reconnus dont Limp Bizkit, Mudvayne et Deftones. Le groupe en publie un CD/DVD, intitulé Live in Texas, qui rassemble les chansons et les vidéos du concert. En novembre 2003, Meteora dénombre environ trois millions d'exemplaires vendus aux États-Unis. Un tel succès incite Linkin Park à former une autre tournée Projekt Revolution.
Au début de 2004, Linkin Park entame une tournée mondiale : Meteora World Tour, pendant laquelle ils supportent quelques groupes comme P.O.D., Hoobastank ou Story of the Year. Meteora reçoit plusieurs récompenses : les prix du « meilleur clip rock » (pour Somewhere I Belong) et du « choix des téléspectateurs » (pour Breaking the Habit) par MTV. Ils se voient également décerner les récompenses du « groupe de l'année » et de la « chanson de l'année » pour Numb par les Radio Music Awards 2004. Bien que Meteora ait été légèrement moins fructueux que Hybrid Theory, l'album reste le troisième le plus vendu au monde en 2003. Linkin Park passe les premiers mois de 2004 aux quatre coins de la Terre, avant de mener la troisième tournée Projekt Revolution de fin juillet à début septembre. Celle-ci invite une quinzaine de groupes et artistes solos dont Korn, Snoop Team et The Used,.
Le 27 janvier 2023, après la sortie de Hybrid Theory : 20th Anniversary Edition en octobre 2020, le groupe tease la sortie d'une édition vingtième anniversaire pour Meteora.

### Projets parallèles (2004–2006)

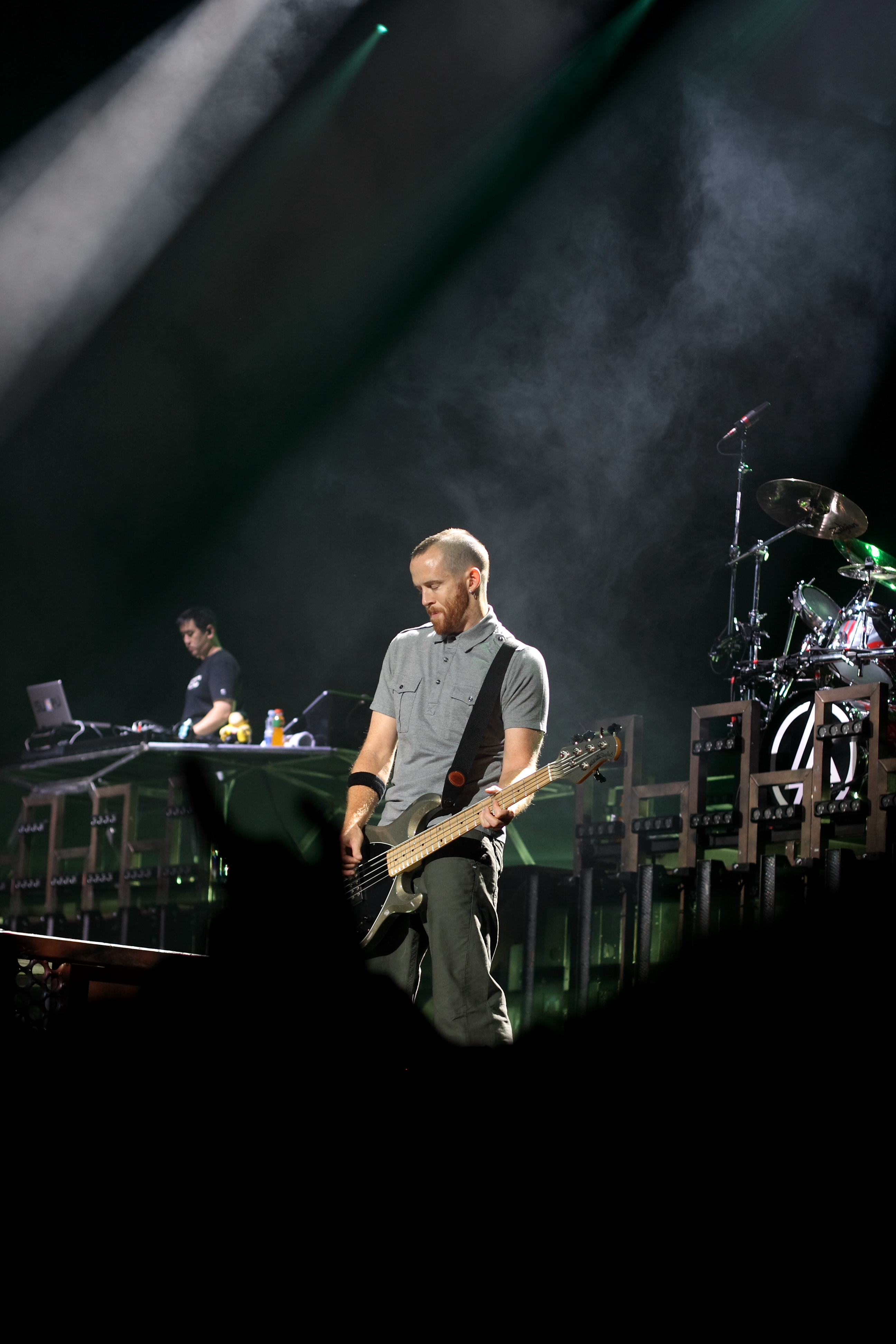
Dave Phoenix Farrell.

Avec le succès de Meteora, le groupe décide de reporter l'écriture d'un nouvel album à quelques années. Au lieu de cela, Linkin Park continue ses tournées et travaille sur plusieurs projets parallèles. Bennington forme son projet solo, Dead by Sunrise, tandis que Shinoda travaille avec Depeche Mode. En novembre 2004, le groupe sort un EP remix CD/DVD en collaboration avec Jay-Z, Collision Course. Ce dernier mélange des paroles des précédents albums des deux artistes. Il démarre au sommet du Billboard 200 avec 368 000 exemplaires écoulés. Mike Shinoda forme aussi son propre groupe de rap/hip-hop, Fort Minor. Avec l'aide de Jay-Z, Fort Minor met en vente son premier album, The Rising Tied, en novembre 2005. Dans le même temps, les relations entre Linkin Park et Warner Music Group se détériorent rapidement en raison de conflits financiers entre autres. Le groupe déclare dans un premier temps qu'ils sont prêts à quitter Warner après les décisions budgétaires prises par les nouveaux dirigeants. La formation réclame un nouveau contrat de 60 millions USD quand la firme leur en propose un basé sur cinq albums à trois millions USD chacun. Après des mois de querelles, le groupe négocie finalement un accord de 15 millions USD en décembre 2005, avec un taux de redevance de 20 % sur les ventes de la part de WMG.
Linkin Park participe à de nombreuses manifestations de charité et permet de recueillir des fonds au profit des victimes de l'Ouragan Charley en 2004, puis de l'Ouragan Katrina en 2005. Le groupe fait don de 75 000 $ à la Special Operations Warrior Fondation en mars 2004. Ils se mobilisent également après le séisme de 2004 dans l'océan Indien, et créent un nouvel organisme : Music For Relief, chargé de récolter des fonds pour les sinistrés. Ils participent enfin au Live 8. En 2006, le groupe se réunit avec Jay-Z lors de la cérémonie de remise des Grammy Awards 2006, où ils jouent Numb/Encore, pour le prix de la « meilleure collaboration rap-chant », qu'ils gagnent,. Ils sont la même année invités au Summer Sonic Festival, organisé alors par Metallica au Japon.

### Minutes to Midnight(2006–2008)

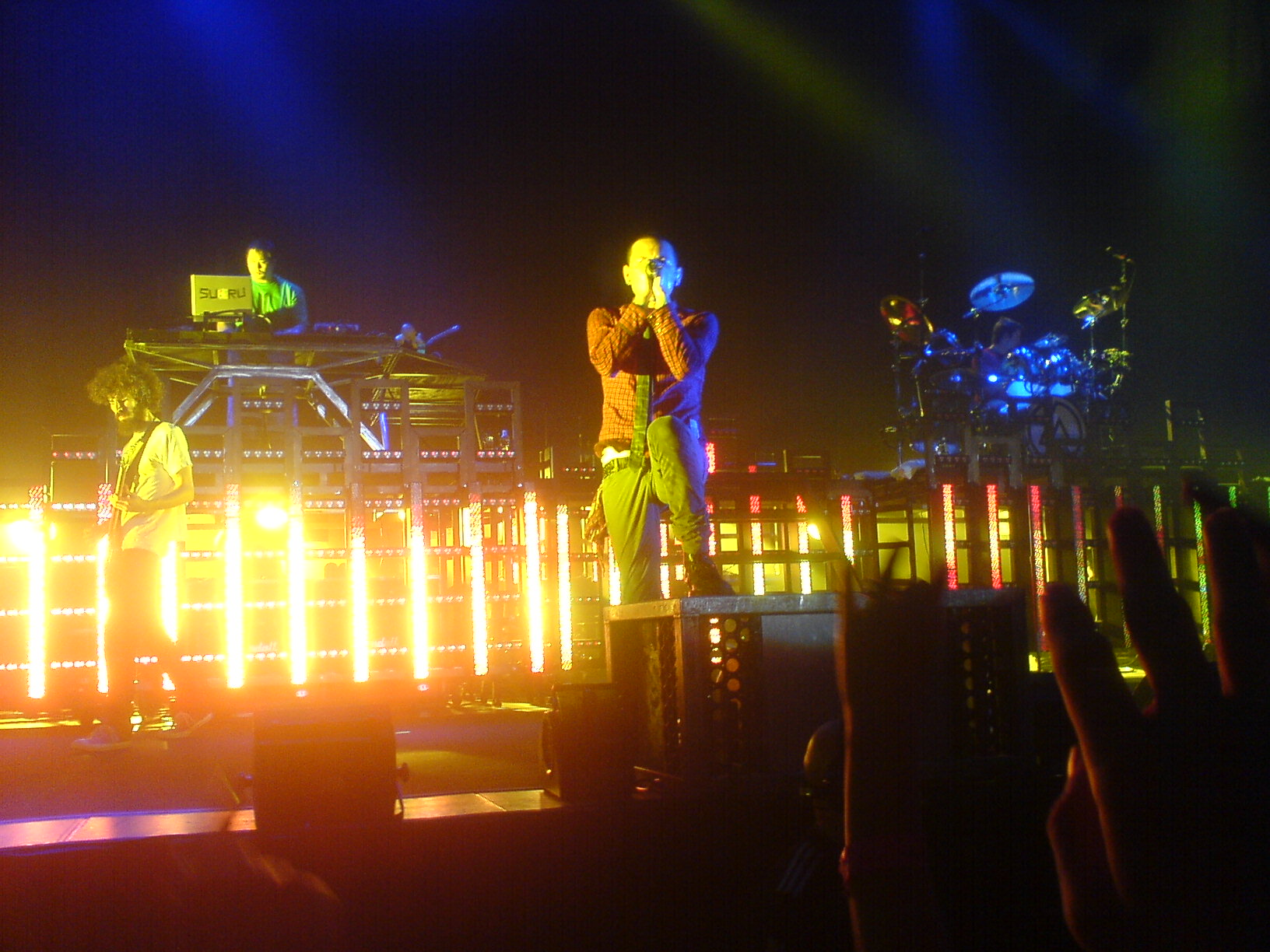
Linkin Park en concert à Prague en 2007.

Linkin Park retourne en studio en 2006 pour travailler sur son nouvel opus. Pour le produire, le groupe choisit le producteur Rick Rubin. Bien que d'abord programmé pour 2006, il est retardé jusqu'en 2007. Le groupe a déjà enregistré 30 à 50 chansons en août 2006, lorsque Shinoda déclare que la moitié de l'album est finie. Bennington ajoute que celui-ci serait plus éloigné du style nu metal. Warner Bros. Records annonce que le troisième album studio de Linkin Park, intitulé Minutes To Midnight, serait disponible dès le 15 mai 2007. Après 14 mois de travail, le groupe décide d'affiner son album, en passant de 17 à 12 pistes. Le titre de l'album fait référence au Doomsday Clock, ce qui annonce les nouveaux thèmes abordés. Au terme de sa première semaine, Minutes To Midnight prend la première place des classements dans 32 pays, dont la France, la Belgique et les États-Unis où s'écoulent 623 996 exemplaires, ce qui représente le meilleur démarrage d'un album de l'année.
Le premier single de l'album, What I've Done, est publié le 2 avril en avant première sur MTV et Fuse TV. Celui-ci est gracieusement accueilli par les auditeurs et s'installe à la première place des Billboard Modern Rock Track et Mainstream Rock Track, pendant 15 semaines. La chanson apparaît également sur la bande-son du film Transformers. Plus tard dans l'année, le groupe remporte le prix de « groupe alternatif préféré » aux American Music Awards. La bande voit aussi le succès avec des titres comme Bleed It Out, Shadow of the Day, Given Up et Leave Out All the Rest. Linkin Park collabore avec Busta Rhymes sur le titre We Made It, sorti le 29 avril 2008.

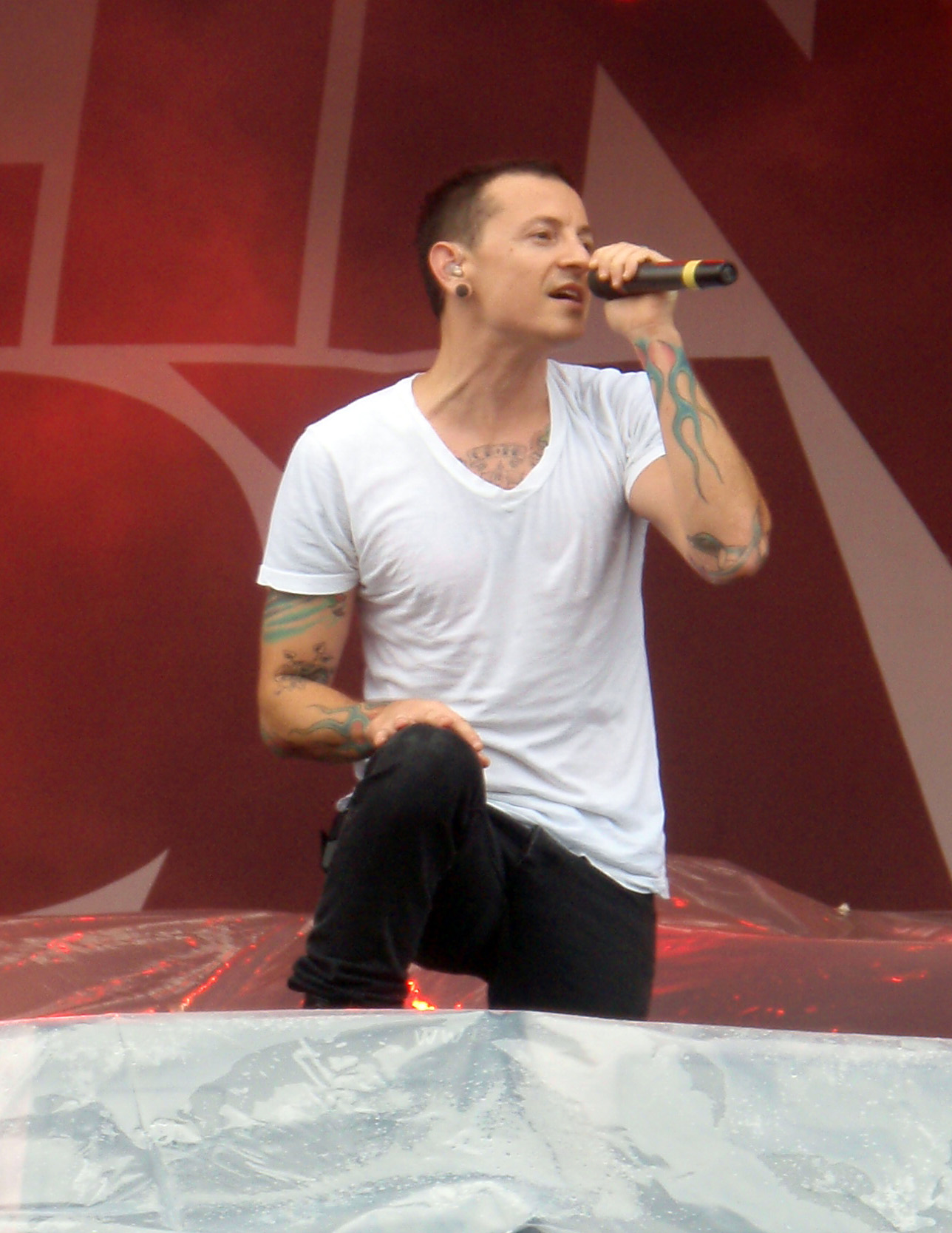
Chester Bennington au Sonisphere Festival avec Linkin Park.

Les tournées et les spectacles auxquels participe Linkin Park incluent, entre autres, une représentation au Live Earth au Japon le 7 juillet 2007, ainsi qu'au Download Festival au Donington Park et à l'Edgefest au Downsview Park à Toronto. Le groupe achève sa quatrième tournée Projekt Revolution puis part pour un Arena Tour au Royaume-Uni, comprenant Nottingham, Sheffield et Manchester, et finit sur une double nuit à l'O2 Arena de Londres. Pour conclure la tournée, Linkin Park sort en novembre 2008 son deuxième CD/DVD live, intitulé Road to Revolution: Live at Milton Keynes enregistré lors de la tournée Projekt Revolution au Milton Keynes Bowl le 29 juin 2008.

### New Divideet autres (2009-2010)
Le groupe retourne finalement en studio pour commencer l'enregistrement du nouvel album et sur son blog, Mike Shinoda publie plusieurs vidéos sur lesquelles le groupe écrit des chansons. Comme pour le premier opus, Linkin Park participe à la bande-son du film Transformers 2 : La Revanche et en profite pour sortir un nouveau single, New Divide, le 18 mai 2009. Ce dernier est bien accueilli. En juin 2009, ils jouent un court concert pour la première du film dans une rue de Westwood Village. Ils participent également au Sonisphere Festival et à l'Epicenter Music Festival en juillet et août 2009. En octobre 2009, l'album Out of Ashes de Dead by Sunrise sort. C'est un mélange, selon Bennington, de rock plus direct par rapport à Linkin Park, et de grunge. En janvier 2010, après le séisme en Haïti, le groupe sort le single Not Alone, compris dans une compilation de Music For Relief dont le revenu des ventes est directement destiné à l'aide aux sinistrés. Le clip est mis en ligne le mois suivant sur les sites officiels.
Le 26 avril 2010, ils mettent en vente le jeu pour iPod touch, iPhone et iPad : Linkin Park: 8-Bit Rebellion, qu'ils ont eux-mêmes créé. La récompense finale du jeu est une nouvelle chanson, Blackbirds.

### A Thousand Suns(2010–2011)

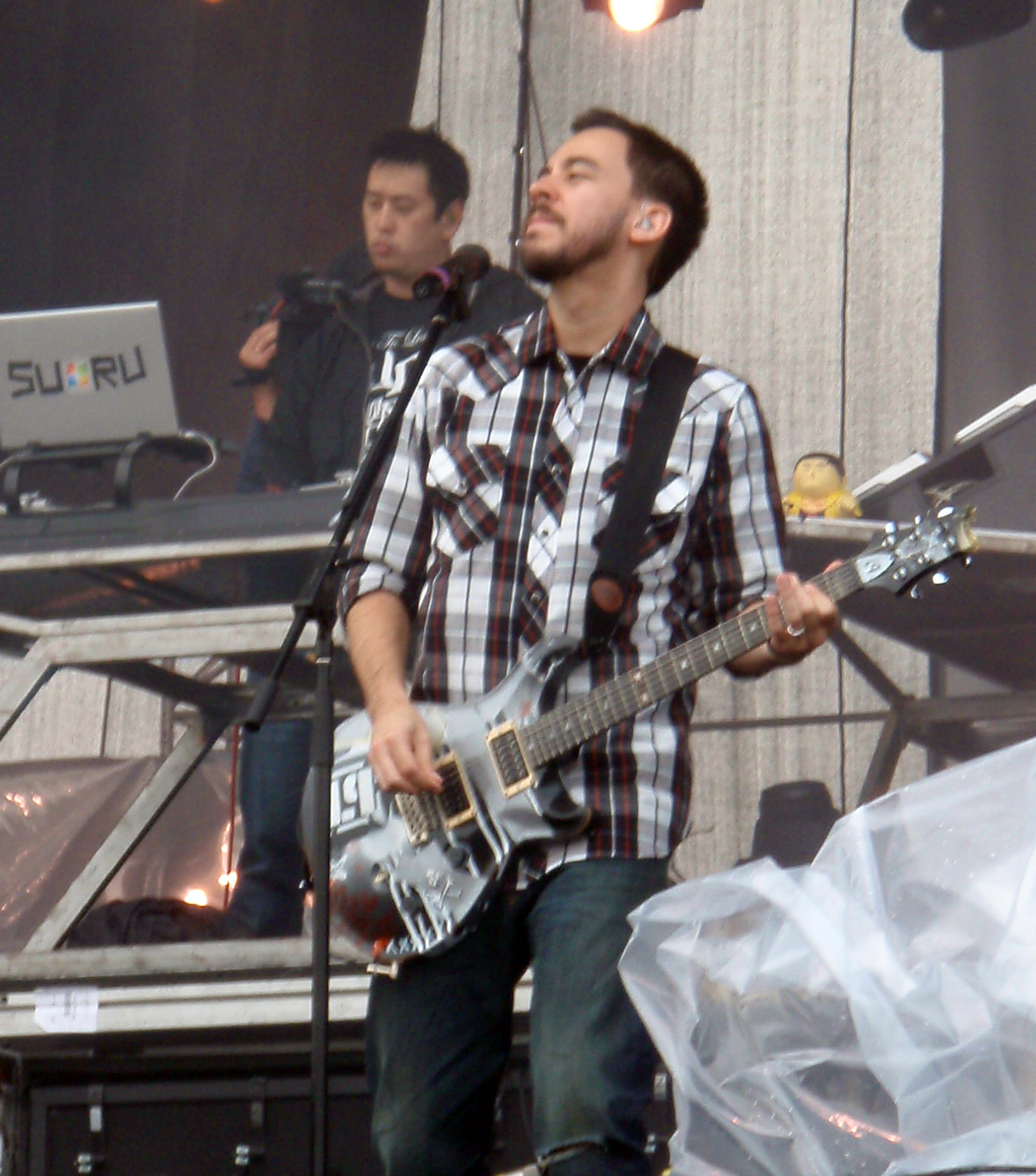
Joe Hahn et Mike Shinoda au Sonisphere Festival.

Linkin Park est en studio depuis 2009 pour l'enregistrement du prochain album. Comme preuve, ils publient périodiquement des informations, plus ou moins vagues, des articles et des vidéos à ce propos. En janvier 2010, le groupe déclare que la moitié de la production est terminée. Dans une interview accordée à IGN, Mike Shinoda précise qu'il serait thématiquement plus cohérent que Minutes To Midnight, plus expérimental et il l'espère avant-gardiste.
Le 6 juin 2010, ils révèlent que l'album est presque terminé, et en profitent pour annoncer les premières dates de leur tournée. Le 12 juin, Shinoda indique que tout est presque décidé concernant la liste des chansons, le titre, et l'artwork (travail artistique) de la couverture. Mi-juin, une nouvelle page apparaît sur le site officiel, où des messages codés sont affichés successivement pendant plusieurs semaines. Il s'agit d'un teaser (aguiche) concernant le nouvel album et son premier single. Dans un de ces messages, on peut décoder que le premier single se nommerait The Catalyst, information rapidement confirmée. Le 8 juillet, la sortie du quatrième album de Linkin Park, A Thousand Suns, est finalement confirmée. Le 28 juillet 2010, l'éditeur de jeux vidéo Electronic Arts annonce que le groupe serait en tête d’affiche de la bande originale du jeu Medal of Honor, avec The Catalyst. Celui-ci sort le 2 août. D’un style inédit plus electro, et d’une durée moins formatée pour les radios (5:44), il reçoit un accueil relativement bon. Le 2 septembre 2010, le deuxième extrait de l'album est dévoilé sur Myspace : Wretches And Kings, une chanson agressive avec des sonorités mécaniques, confirmant leur nouveau changement de direction musicale.
Le 13 septembre sort donc A Thousand Suns. Une semaine après sa sortie, l'album est au sommet de nombreux charts dans le monde, notamment du Billboard 200 avec 241 000 exemplaires vendus lors de sa première semaine,. En France, il atteint la quatrième place, ce qui est moins bien cependant que les deux précédents albums. Le 5 octobre 2010 sort sur iTunes le deuxième single, Waiting for the End. La tournée promotionnelle mondiale, A Thousand Suns World Tour débute le 20 octobre 2010 à Berlin. Elle comprend une date en France à Paris-Bercy le 25 octobre de la même année. Après un circuit des salles européennes, ils donnent deux concerts exceptionnels à Abou Dabi et Tel Aviv, avant de partir pour l'Australie puis les États-Unis. Dans une interview accordée au Billboard, le groupe concède qu'ils continuent à écrire en permanence, ce qui devrait donner naissance à un album plus rapidement que par le passé. Le troisième single extrait de l'album, Burning in the Skies, sort le 24 février 2011. Une édition spéciale de l'album, rebaptisé A Thousand Suns +  est mise en vente en avril au Japon et en Australie, et le 16 mai en France,. Celle-ci comporte les pistes classiques de A Thousand Suns, ainsi que le DVD du concert réalisé à Madrid le 7 novembre 2010 lors des MTV Europe Music Awards.
Le quatrième single, Iridescent, sort le 31 mai et fait partie de la bande originale de Transformers 3 : La Face cachée de la Lune,. Le groupe revient en Europe au début de juin pour la seconde partie de la tournée, essentiellement composée de participations à des festivals, dont, entre autres, le Rock Werchter en Belgique, le Main Square Festival à Arras en France, le Sonisphere Festival en Italie cette année, l'iTunes Festival ou encore le Download Festival au Donington Park,,. Celle-ci prend fin en septembre 2011 après un passage en Asie orientale et un concert exceptionnel au Stadion Utama Gelora Bung Karno de Jakarta.

### Living Things(2011–2013)
En juin 2011, dans un entretien avec le NME, Chester Bennington laisse entendre que leur cinquième album, serait du point de vue lyrique très sérieux avec une approche plus directe de la politique, la religion, et d'autres sujets à forte controverse. Il affirme qu'ils avaient appris à écrire sur ces choses-là et qu'ils s'attendent d'ailleurs à des réactions très vives et contrastées. Propos qu'il a contredit en mars 2012, toujours avec NME, affirmant que les paroles du prochain album devraient être plus personnelles et s'éloigner des considérations politiques, ajoutant « Nous ne sommes pas un groupe politique, nous sommes un groupe avec un esprit social. » En parallèle, Mike Shinoda travaille sur le bande-son du film The Raid: Redemption, qu'il co-réalise en intégralité avec le compositeur et producteur américain Joseph Trapanese.
Le single Burn it Down sort le 16 avril 2012. La musique électronique y est très présente. De structure assez classique cependant, il bénéficie d’une plus large diffusion que son prédécesseur The Catalyst qui avait introduit A Thousand Suns, puisqu'il se place en tête des Rock Songs du Billboard américain, c'est-à-dire du classement des chansons rock les plus jouées sur les radios. Le 24 mai sort le clip vidéo. Celui-ci, agrémenté de nombreux effets visuels, met en scène le groupe jouant à l’intérieur d’une nacelle dont les éléments s'embrasent progressivement.
Living Things sort aux environs du 25 juin, selon les régions du monde. En concurrence avec l'album Overexposed de Maroon 5, il prend la tête des charts au Royaume-Uni avec 41 526 exemplaires vendus, puis aux États-Unis avec 223 000 exemplaires (1 000 de plus qu'Overexposed) et dans d'autres pays,. En France, il se place en deuxième position, juste derrière Caméléon de Shy'm, avec 17 772 exemplaires. Sur iTunes, l'album prend la première place dans 15 pays.

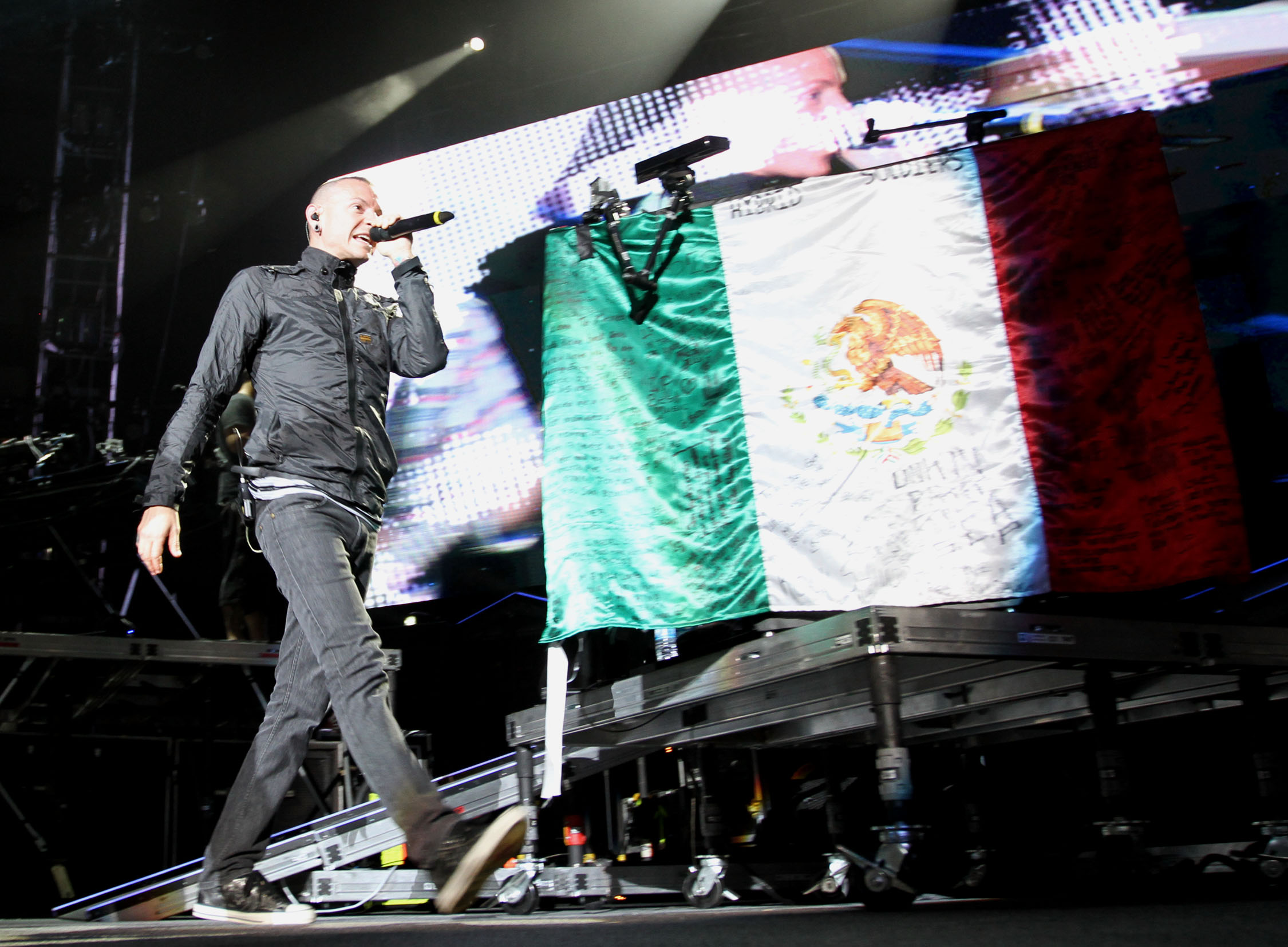
Au Mexique, Linkin Park sur scène à Monterrey.

Le deuxième single est Lost in the Echo, dont le clip vidéo est révélé le 29 août. Celui-ci, réalisé en collaboration avec le service de réseautage social Facebook, est interactif, en ce sens qu’il incorpore du contenu que mettent en ligne les utilisateurs du réseau dans la vidéo. Le concept, bien qu’inédit, ne rencontre pas de succès particulier. Le troisième et ultime single officiel est Castle of Glass. Son clip vidéo est posté le 10 octobre et met en scène un jeune garçon devant faire face à la mort de son père militaire. Produit en coopération avec Electronic Arts, ce clip fait la promotion du jeu Medal of Honor: Warfighter, comme The Catalyst à son époque, et est entrecoupé d'images dudit jeu,. Le groupe entame une série de représentations, de mai à fin juin d’abord, aux États-Unis puis en Europe, partagées entre des festivals musicaux dont les prestigieux Rock in Rio, Pinkpop et le Rock am Ring / Rock im Park, et de courts concerts promotionnels. Puis après une pause estivale, ils reprennent la route aux côtés du groupe Incubus pour le Honda Civic Tour, riche de 17 dates à travers les États-Unis et dont les revenus finaux sont estimés à plus de 11 millions $ USD. Ils se produisent enfin, seuls, au Mexique et au Brésil notamment. Lors de la première session de concerts, seules deux chansons du nouvel album sont jouées, à savoir Burn it Down et Lies Greed Misery. De nouveaux morceaux sont progressivement intégrés aux setlists au cours de la deuxième session, avec de manifestes difficultés à trouver le bon mixage. D'autre part, le groupe recommence à jouer des morceaux qu'ils avaient délaissés ces dernières années, tels With You et Runaway. On[Qui ?] remarque également beaucoup d'intro et outro nouveaux, des medleys ainsi que la reprise de Sabotage des Beastie Boys incorporée très régulièrement dans Bleed it Out.
En août 2013, Bennington, Shinoda et le DJ américain Steve Aoki montent ensemble sur scène à l'occasion du Summer Sonic Festival de 2013 à Tokyo, et jouent pour la première fois le titre A Light That Never Comes. La version studio de la chanson sort le 16 septembre suivant, et le clip vidéo ne tarde pas à suivre. Dans la foulée, Shinoda annonce la sortie d'un album, Recharged, composé de remix de chansons de Living Things, comme Reanimation à son époque, alors qu'il avait jadis déclaré que jamais ils ne ressortirait un tel album. Recharged est publié le 29 octobre 2013. Parallèlement à son travail avec Linkin Park, Chester Bennington intègre la formation Stone Temple Pilots, après que celle-ci ait remercié son précédent chanteur Scott Weiland. Ils sortent ensemble l'EP High Rise le 8 octobre 2013, et effectuent quelques concerts aux États-Unis.

### The Hunting Party(2013–2015)
Le 9 septembre 2013 sur le site Pigeons and Planes, Mike Shinoda publie un article peu commun et engagé dans lequel il fait part de sa vision de l'industrie musicale actuelle, notamment de la musique rock, en citant nominativement certains artistes — ce qui est suffisamment rare pour être souligné —, en réponse au chanteur de blues américain Ernest Baker qui déclarait : « le rock craint aujourd'hui, et c'est déprimant. » Shinoda affirme entre autres qu'en effet : « À [ses] yeux, le rock est devenu un peu herbivore », et contraire à l'esprit fondamentalement transgressif, « carnivore » du rock. Il ajoute que, eu égard à ce manque, il est actuellement en studio, à la recherche d'une façon de retrouver lui-même cette essence.

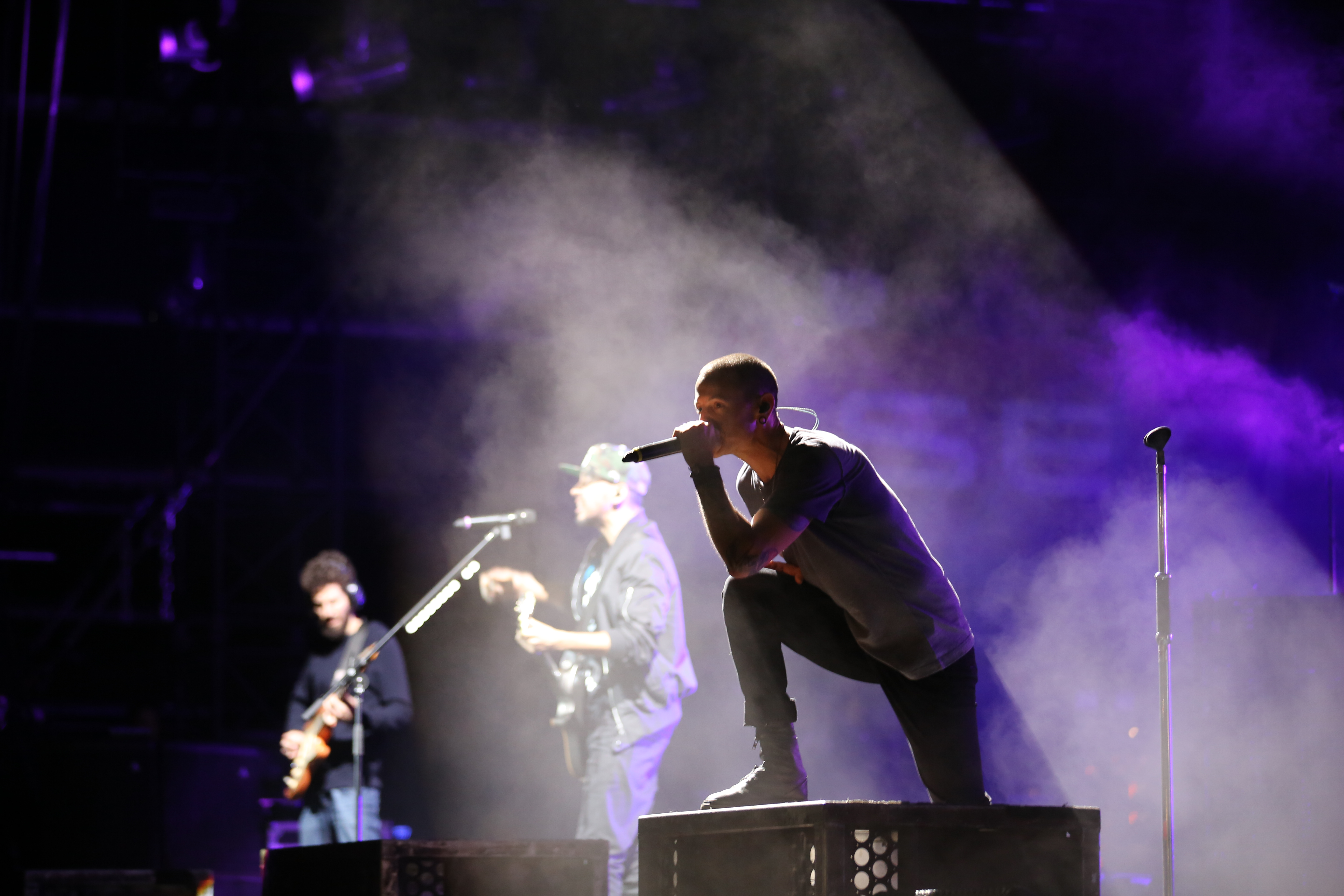
Linkin park au Rock am ring 2014.

Le 3 février 2014, après une longue période d'inactivité sur son blog, Shinoda annonce que le groupe travaille sur leur nouvel album, que celui-ci devrait être essentiellement auto-produit et que par ailleurs, ils ne travaillent pas dans le même studio que pour les autres albums. Un mois plus tard, le 2 mars, la page d'accueil du site officiel change de thème, ce qui d'habitude coïncide avec la sortie de contenus nouveaux, tandis que Shinoda annonce sur le réseau social Twitter que la semaine doit être chargée en annonces. D'autre part, une courte vidéo est mise en ligne sur le site de d'hébergement de vidéos YouTube, qui comprend un extrait de chanson avec un riff violent, proche du hard rock. Le lendemain, une conférence de presse est organisée et retransmise en direct sur le site de lecture en continu VyRT créé par Jared Leto. Ce dernier est d'ailleurs présent puisque le groupe et Leto annoncent que Linkin Park, Thirty Seconds to Mars et AFI vont pour la première fois partir ensemble en tournée à travers les États-Unis à l'occasion du Carnivores Tour. Le 6 mars, la chanson Guilty All the Same est dévoilée. C'est en fait la suite du morceau entendu quatre jours plus tôt. Longue de presque six minutes, et d'un style musical violent et inattendu, elle est réalisée en collaboration avec Rakim, peu connu dans les pays francophones mais considéré comme l'un des plus grands MC outre-Atlantique, qui assure le couplet rappé. Le 9 avril le nom de l'album, The Hunting Party est confirmé. La pochette est également dévoilée.
Au cours de divers interviews, les membres précisent qu'ils avaient une vision claire de ce qu'ils voulaient, et ne ressentaient pas le besoin d'un guide extérieur pour les épauler au cours du processus créatif. Concernant la texture du prochain album, Bennington la juge « différente et non conventionnelle », Brad Delson « vraiment heavy »,. D'une manière générale, la question de « l'esprit rock » évoquée par Shinoda semble avoir fortement orienté le processus d'écriture et de production pour le diriger vers une musique beaucoup plus tranchante, et éloignée de ce qu'avait exploré le groupe ces dernières années.
Le 6 mai, une seconde chanson, Until It's Gone, est dévoilée, accompagnée de son clip en juin. Dans la foulée, le groupe révèle successivement Wastelands, Rebellion et Final Masquerade. La semaine de sa sortie, l'album, en concurrence avec Ultraviolence de Lana Del Rey et In the Lonely Hour de Sam Smith entre en troisième position des ventes aux États-Unis, avec 110 000 unités écoulées. C'est la première fois depuis Hybrid Theory qu'un album studio ne prend pas la tête du classement. Il entre également en troisième position en France, en deuxième en Angleterre, et en première en Allemagne et dans beaucoup d'autres pays du monde. Après la tournée du Carnivores Tour, le groupe entame une tournée européenne à l'automne. Il reçoit entretemps le prix dans la catégorie « meilleur artiste rock 2014 » aux MTV Europe Music Awards, et dans les catégories « meilleur groupe rock » et « meilleur groupe de l'année » au début de 2015 par le site Loudwire,.

### One More Lightet suicide de Chester Bennington (2015–2017)
Le 9 novembre 2015, Chester Bennington annonce qu'il quitte le groupe Stone Temple Pilots dont il était le chanteur depuis 2013. Le 25 novembre 2015, le groupe poste sur leur page Facebook une photo avec un lien qui mène sur leur site, travaillant sur leur nouvel album pour une sortie en 2017.
Le premier extrait de cet album, intitulé Heavy, en featuring avec Kiiara est publié sous forme de vidéo lyrique le 16 février 2017 sur YouTube, le clip officiel est également dévoilé le 9 mars. Le deuxième extrait Battle Symphony est dévoilé avec une vidéo lyriques le 16 mars. Le 13 avril, un troisième extrait, Good Goodbye, est sorti : celui-ci signe une collaboration avec les rappeurs Stormzy et Pusha T : le clip sort le 5 mai. Dans cet extrait, Linkin Park mêle désormais la pop et le rock, voire le hip-hop, ce qui diffère radicalement de The Hunting Party (2014). Le 10 mai, un dernier extrait, Invisible, est mis en ligne par le groupe, auquel participe Mike Shinoda. One More Light est sorti le 19 mai 2017.
Le chanteur du groupe, Chester Bennington, se suicide le 20 juillet 2017 chez lui à Los Angeles, soit deux mois après la sortie de leur dernier album. Le même jour, quelques heures avant les premières rumeurs de la mort de Chester, le groupe sort le clip de Talking to Myself sur YouTube. Chester Bennington trouve la mort le jour de l'anniversaire de son ami Chris Cornell, leader du groupe Soundgarden, qui s'était suicidé, aussi par pendaison, le 18 mai 2017. Dans une lettre rendue publique, Chester Bennington écrivait sa douleur : « Je ne peux imaginer un monde sans toi. »
Dans une lettre adressée à Chester Bennington, publiée le 24 juillet sur leur site officiel, les membres du groupe affirment qu'ils ne pourraient jamais remplacer le chanteur. Après plusieurs jours de silence, le groupe salue ainsi « le flot d'amour et de soutien » qu'il a reçu, et reconnaît que son avenir est incertain ; « ton absence laisse un vide qui ne pourra jamais être comblé. Une voix vivace, drôle, ambitieuse, créative, gentille et généreuse est absente », écrit le groupe californien, reconnaissant également que les tourments qui hantaient Chester étaient aussi ceux qui ont inspiré sa musique : « Nous nous rappellerons toujours que les démons qui t'ont emporté loin de nous ont toujours fait partie du marché. » Le groupe met également un site web en ligne afin que les fans puissent lui rendre un dernier hommage, tout en rappelant à ceux qui ont besoin de soutien dans des moments difficiles, qu'une aide peut leur être apportée, le site rassemblant les numéros de téléphone utiles en cas d'envies suicidaires. Un concert, ainsi qu'un album live intitulé One More Night Live, seront dédiés à Bennington.
Après le décès de Chester, Rob Bourdon, le batteur, décide de prendre du recul par rapport au groupe.

### Pause, rééditions deHybrid TheoryetMeteoraet compilations (2017–2024)
Après le décès de Bennington, le groupe décide de se mettre en pause. Lors d'un live Instagram le 17 décembre 2017, une question est posée à Shinoda sur l'idée de créer un "hologramme" de Bennington, ce à quoi il a répondu « Je n'arrive même pas à me faire à l'idée d'un Chester holographique. J'ai entendu des personnes extérieures au groupe le suggérer et il n'en est absolument pas question. Je ne peux pas faire ça ».
Le 28 janvier 2018, Shinoda répond à un fan sur Twitter, qui s'inquiète de l'avenir du groupe, en écrivant « J'ai bien l'intention de continuer avec Linkin Park, et les gars pensent la même chose. Nous avons beaucoup de reconstruction à faire et de questions à répondre, donc cela prendra du temps. » mais le 29 mars, lors d'une interview donnée à Vulture, il explique que "l'avenir de Linkin Park était incertain". Le 17 avril 2018, Linkin Park est nommé trois fois aux Billboard Music Awards 2018 mais ne remporte aucun prix. Le 18 mai, ils reçoivent le prix George et Ira Gershwin à l'UCLA pour l'ensemble de leur carrière. Le 18 février 2019, Shinoda déclare que le groupe n'exclut pas l'idée de continuer bien que rien n'a encore été décidé. Il déclare en interview : « Je connais les autres gars, ils aiment être sur scène, ils aiment être dans un studio, et donc ne pas le faire serait comme, je ne sais pas, presque comme malsain. » Interrogé sur l'avenir du groupe sans Bennington, Shinoda déclare : « Ce n'est pas mon but de chercher un nouveau chanteur. Si cela arrive, cela doit se faire naturellement. Si nous trouvons quelqu'un de bien et qui correspond au style du groupe, je pourrais essayer de faire quelque chose avec quelqu'un. Je ne voudrais jamais avoir l'impression que nous remplaçons Chester. »
Le 28 avril 2020, le bassiste Dave Ferrell annonce que le groupe travaille sur une nouvelle chanson. Le 13 août, le groupe sort She Couldn't, un titre qui était sorti en 1999; il sera inclus dans l'édition des 20 ans de l'album Hybrid Theory qui sortira le 9 octobre de cette année. Le 8 janvier 2021, le groupe sort un remix de One Step Closer avec le duo 100 Gecs. Le groupe révèle qu'il s'agissait du premier de nombreux nouveaux remixes, inspirés par Reanimation, à venir. Le 29 octobre, lorsqu'on lui a demandé si le groupe jouait à nouveau en concert, Shinoda déclare : « Ce n'est pas le moment [pour le retour du groupe]. Nous ne nous concentrons pas dessus. Nous n'avons pas fait les calculs nécessaires. » En avril 2022, Shinoda réaffirme que le groupe ne travaillait pas sur un nouvel album, une nouvelle musique ou une tournée.
En février 2023, le groupe sort un jeu interactif sur leur site afin d'annoncer l'édition des 20 ans de Meteora. Le 6 février 2023 apparait une démo inédite qui s'intitule Lost et qui sortira officiellement le 10 février servant de single pour l'album. Un deuxième single sort le 24 mars intitulé Fighting Myself. La réédition sort officiellement le 7 avril 2023,. Le 23 février 2024, le groupe publie Friendly Fire, une chanson enregistrée lors de sessions de One More Light,. Le 12 avril, le groupe sort une nouvelle compilation intitulé Papercuts (Singles Collection 2000–2023) regroupant les plus gros singles sortis entre 2000 et 2023. La compilation comprend Friendly Fire et la chanson QWERTY, qui est apparu pour la première fois sur LP Underground 6.0, sorti en 2006.

### Retour, nouveaux membres etFrom Zero(depuis 2024)

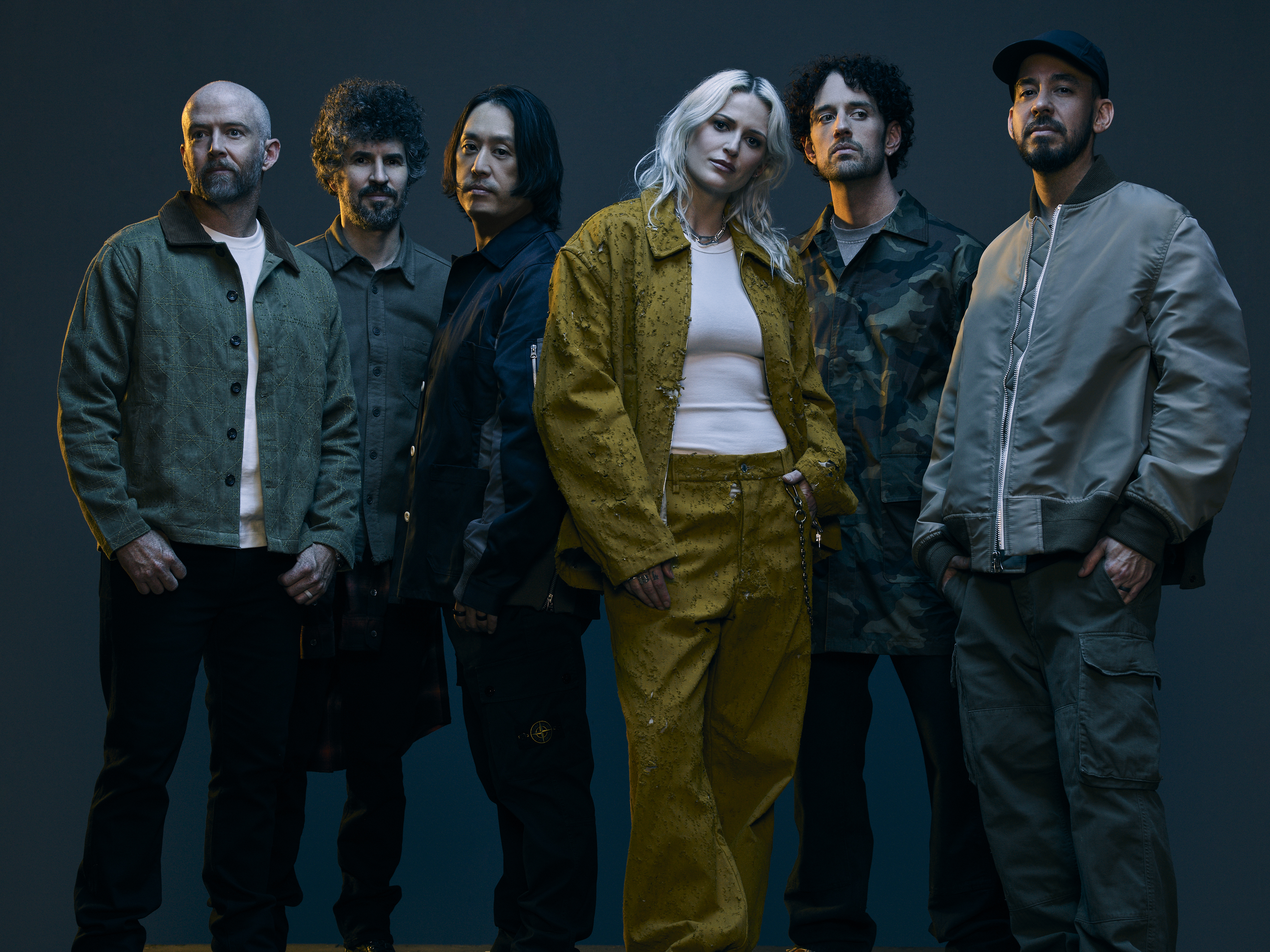
Photo officielle de la nouvelle formation du groupe.

Le 30 avril 2024, Billboard rapporte que l'agence de booking WME de Linkin Park, lors d'une réunion du groupe, accepte des offres pour une potentielle tournée de reformation et des festivals en tête d'affiche à partir de 2025 avec Shinoda, Delson, Farrell et une chanteuse à la place de Bennington. Le 24 août 2024, le groupe publie sur Instagram un compte à rebours mystérieux, laissant entendre le retour de ce dernier. Ils en publient un nouveau 4 jours plus tard. Le 29 août, ils annoncent une date pour une annonce spéciale. Le 5 septembre 2024, la nouvelle chanteuse est dévoilée lors d'un live sur YouTube, il s'agit d'Emily Armstrong du groupe Dead Sara. L'ancien batteur, Rob Bourdon est quant à lui, remplacé par Colin Brittain. Le même jour, le groupe sort un nouveau single intitulé The Emptiness Machine ainsi qu'un livestream et une série de concerts prévus à Los Angeles, New York, Hambourg, Londres, Séoul et Bogota. Ils annoncent aussi, à cette même date, la sortie de leur nouvel album intitulé From Zero, qui sortira le 15 novembre 2024. La liste des titres est dévoilée le jour même.

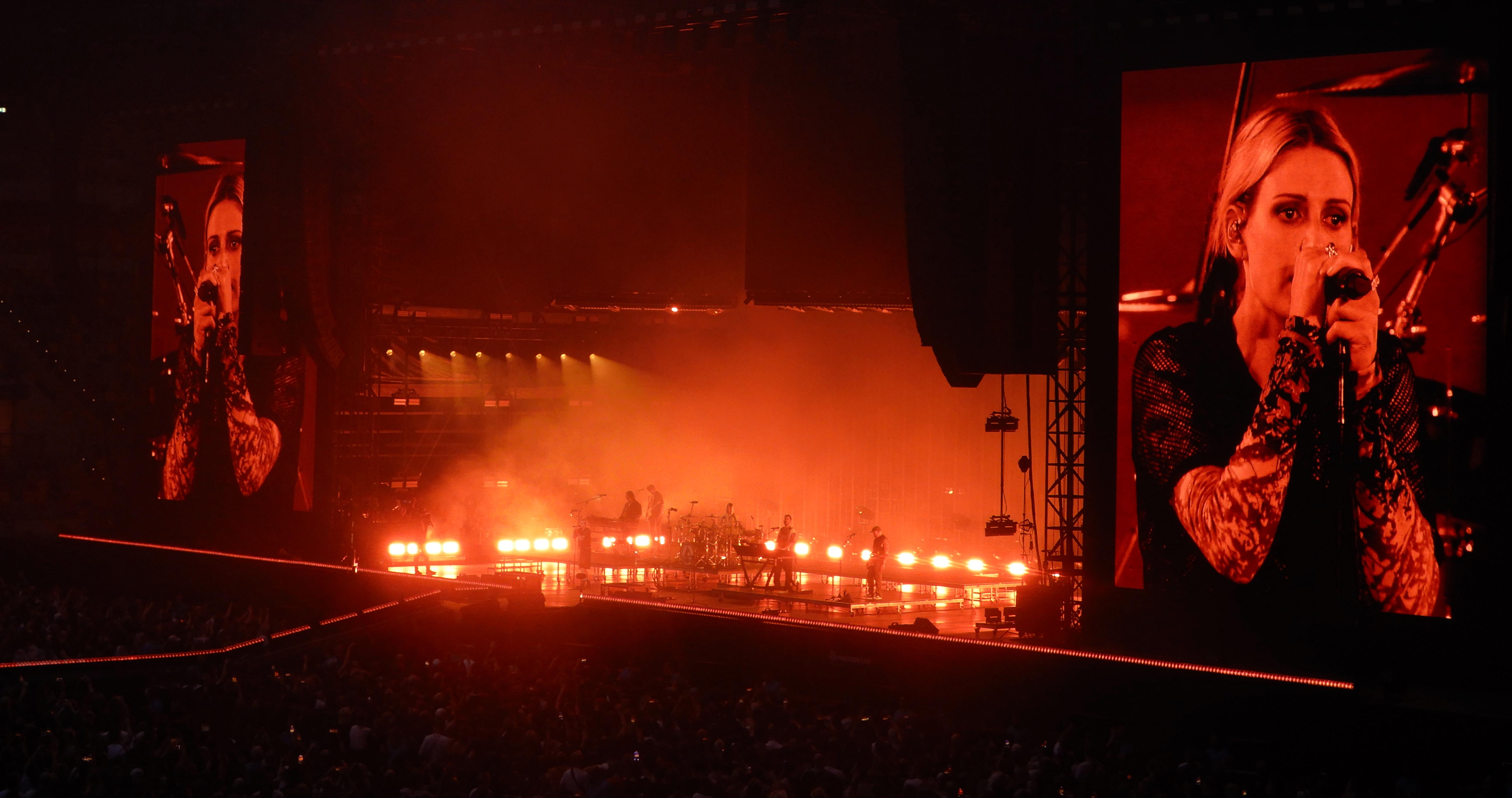
Linkin Park à Düsseldorf le 1er juillet 2025.

Le choix d'Emily Armstrong comme nouvelle chanteuse suscite la polémique. Bien que son accueil soit majoritairement positif, beaucoup d'anciens fans ne l'ont pas accepté. Le fils ainé de Chester, Jaime, a annoncé être « trahi » par le choix de Mike tout en disant que ce dernier a « effacé l'héritage de son père ». Il est reproché à la chanteuse ses liens avec la scientologie, une secte religieuse, et notamment son amitié et soutien à Danny Masterson, faisant partie de la même secte, lors de son procès et qui a été condamné en 2023 à 30 ans de prison pour agressions sexuelles et viols. La chanteuse réagit sur Instagram en indiquant « ne plus fréquenter Masterson et regrette son soutien tout en l'apportant à ses victimes »,.
Le 24 septembre 2024, ils sortent un nouveau single de l'album intitulé Heavy is the Crown. Cette chanson est choisie pour être l'hymne officiel des mondiaux League of Legends de 2024,.
Le 31 mai 2025, Linkin Park fait le concert d'ouverture de la finale de la Ligue des Champions.

## Style

### Musique

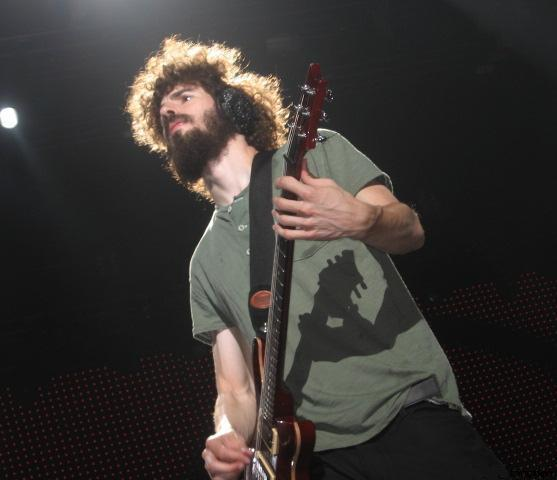
Brad Delson en concert.

Le style musical originel de Linkin Park, celui de Hybrid Theory, est une fusion, le nu metal, entre un son plutôt heavy metal et un son rapcore. Le metal étant interprété vocalement par la voix et les chants rageurs de Chester Bennington, et instrumentalement par des guitares hyper-saturées et une ligne de basse plus rythmique que mélodique. Le rapcore, lui, se manifeste au travers du rap de Mike Shinoda et des platines et effets de Joe Hahn.
Meteora est la continuité de Hybrid Theory en plus puissant. Cependant deux titres se détachent de tout ce qu'avait jusqu'alors produit le groupe. D'abord Numb, mais surtout Breaking the Habit, une chanson beaucoup plus mélodique, presque totalement dépourvue de guitare, basée sur la basse, agrémentée de nombreux effets novateurs,. Dans Minutes to Midnight, Linkin Park change assez radicalement de style, passant du nu metal dont ils étaient considérés comme le groupe phare, au rock alternatif. L'album dans son ensemble se veut plus doux et plus mélodique. La guitare abandonne l'hyper-saturation pour un son plus clair, et de petits solos apparaissent (dans In Pieces notamment). La basse comme les percussions ont un rôle plus important. Le piano et les cordes frottées sont plus présents. Moins de rap pour Mike qui assure maintenant également les chœurs en concert, et plus de chant pour Chester. Enfin, la première guitare acoustique se fait entendre dans The Little Things Give You Away.
A Thousand Suns marque un second renouveau dans la sonorité du groupe qui revient légèrement aux sources. Certaines chansons se veulent très agressives et le chant rappé de Mike Shinoda est de nouveau mis en avant mais les effets électroniques sont très présents. Malgré des guitares électriques moins évidentes, le nombre de solos est grandissant. Les percussions sont très travaillées, bien plus encore que dans Minutes to Midnight, et en concert, on peut observer les membres jouer sur des toms, cymbales, etc. additionnelles prévues à cet effet.
Tel que le déclare le groupe, Living Things peut être considéré comme un mélange des genres des précédents albums, avec néanmoins quelques influences nouvelles. Il comprend dans bon nombre de chansons et de façon assez évidente des morceaux de guitares saturées, qui s’étaient progressivement effacés au fil du temps en faveur de celui d'autres instruments, et qui rappelle donc leurs débuts. Celles-ci sont tantôt seules à occuper le refrain comme dans I’ll Be Gone, tantôt couplées avec des effets. Les sonorités et battements électroniques sont toujours très présents, de même que le piano et les synthétiseurs, fidèles aux tendances des dernières années. Concernant les influences, l'album reprend des éléments de punk hardcore dans le violent Victimized, des traces de la musique folk dans Castle of Glass, ainsi que du hip-hop dans Until It Breaks,.
The Hunting Party marque le retour à un son beaucoup plus dur et agressif de Linkin Park. La batterie revient dans cet album au premier plan. Rob Bourdon a un rôle beaucoup plus prépondérant. Le son de The Hunting Party rappelle celui de Hybrid Theory. L'album suivant, One More Light, se distingue par sa propension à se rapprocher de l'univers RnB ou hip-hop, comme en témoigne le morceau Good Goodbye.

### Thèmes
Les thèmes lyriques abordés par le groupe ont progressivement changé au cours de leur discographie. Hybrid Theory et Meteora traitent principalement des conflits dans les relations, des troubles et traumatismes internes.
L'album Minutes to Midnight est dans l'ensemble beaucoup plus sombre, comme l'indique son nom (littéralement « Quelques minutes avant minuit », qui renvoie à l'horloge de la fin du monde). Il aborde d'abord la politique : Mike Shinoda nous communique ses sentiments par rapport à la Guerre d'Irak dans Hands Held High, et la chanson de clôture The Little Things Give You Away renvoie aux décisions finales du président américain George W. Bush concernant l'ouragan Katrina. De même, le clip de What I've Done est composé d'images d'archives (de Gandhi, Hitler, et Mao Zedong entre autres), de vidéos où il est question de guerres, d'émeutes, d'essais nucléaires, de destruction de l'environnement ou encore de famine et d'obésité. Celui de Shadow of the Day est également basé sur des émeutes. Le thème de la rupture amoureuse est pour la première fois clairement abordé dans Valentine's Day et In Pieces. Globalement, les paroles sont plus implicites et plus chaudes que dans les précédents albums.
A Thousand Suns s'inscrit encore plus profondément dans un climat apocalyptique, puisque c'est le thème-même de cet album concept,. Le titre, A Thousand Suns, renvoie à l'explosion d'une bombe atomique. Le fil conducteur du disque est le cycle interne de la fierté, de la destruction et du regret, ceci au travers de la guerre, de la menace nucléaire, des grandes peurs humaines, de la fin du monde. Ainsi, trois discours historiques y sont incorporés, respectivement de Robert Oppenheimer, Mario Savio et Martin Luther King Jr., illustrant chacun un aspect de ce thème. Living Things, lui, se veut plus intimiste que A Thousand Suns, en ce sens que sa portée est moins universelle. Des sujets personnels, comme celui du rétablissement après un traumatisme, du sentiment d'abandon, de l'adieu, sont abordés, de façon plus ou moins sous-jacente.

## Accueil
Le premier album, Hybrid Theory, est très apprécié en raison de son style novateur et a largement contribué à populariser le nu metal. Son successeur, Meteora, ayant été enregistré dans le même esprit, a été qualifié de copie par rapport au premier album. Particulièrement à cause de la structure commune à beaucoup de chansons : couplet rappé, refrain chanté, deuxième couplet rappé, refrain chanté, pont chanté.
Minutes to Midnight ayant marqué une cassure stylistique, il en est allé de même pour les critiques, tantôt très favorables, tantôt très hostiles. Si certains ont vanté la faculté du groupe à se réinventer et évoluer au-delà de ce qui a fait leur succès par le passé, d'autres l'ont décrié et ont soulevé un manque de continuité,,,. D'autre part, des similitudes sur le plan du rythme et du tempo ont été soulignées entre les singles Shadow of the Day et With or Without You de U2,.
De la même façon que son prédécesseur, A Thousand Suns déstabilise les fans, positivement ou non, et reçoit des appréciations très nuancées avec cependant une reconnaissance plus unanime du travail effectué et de son originalité,,. Il est comparé à plusieurs reprises aux albums Kid A de Radiohead et The Dark Side of the Moon des Pink Floyd, .
Si la quasi-unanimité des sondages et sites de notation montrent que Living Things est mieux accueilli que ses deux prédécesseurs directs par les fans, il n'en a pas été de même pour les critiques professionnelles qui se veulent plus mitigées dans leur avis,. Le retour, bien que très partiel, de sonorités qui rappellent leur début a été considéré par certains soit comme une régression, soit comme une manœuvre commerciale,,,. En outre, seulement vingt deux mois séparant cet album de A Thousand Suns, — contre quarante entre A Thousand Suns et Minutes to Midnight — d'autres jugent que la recherche et le travail artistique étaient moindres que pour l'album précédent,,,. The Hunting Party sera très apprécié des métalleux jusque-là décontenancés par la teneur très electro de A Thousand Suns et celle plus pop de Living Things, mais One More Light, lui, subira, sur les réseaux sociaux, de très virulentes critiques (qui se poursuivront après l'annonce du suicide de Chester Bennington) dues à son aspect très RnB et hip-hop.

## Engagement et actions humanitaires
Linkin Park s'est de plus en plus engagé au cours de ces dernières années pour les grandes causes contemporaines, tel que l'humanitaire ou le développement durable. Ils ont reçu différentes distinctions à l'échelle nationale et internationale par des organismes officiels et parfois d'ordre gouvernemental. En 2004, à la suite du séisme du 26 décembre dans l'océan Indien et des graves dégâts causés, le groupe a fondé l'association caritative Music For Relief en vue de lever des fonds pour venir en aide aux victimes. La fondation a fait appel pour cela à différents artistes et professionnels de l'industrie musicale. Elle s'est de nouveau manifestée lors de catastrophes humanitaires, après des ouragans, incendies, typhons, séismes, ou pour lutter contre l'épidémie de choléra au Zimbabwe ou contre la famine en Somalie. Deux albums caritatifs ont été mis en vente après le séisme de 2010 à Haïti et le séisme de 2011 de la côte Pacifique du Tōhoku. À ce jour[Quand ?], l'association a collecté plus de 5 millions de dollars.
En novembre 2011, Linkin Park est invité à la United Nations Foundation (Fondation des Nations unies), et se voit remettre un Global Leadership Award (récompense pour leur leadership mondial) à l'occasion du Global Leadership Dinner, un dîner annuel organisé par l'association américaine des Nations unies. Ils sont honorés pour leurs efforts de mobilisation des fans, notamment à travers Music For Relief, ainsi que pour avoir contribué à mettre en lumière l'importance des Nations unies. Ils annoncent lors de leur discours d'acceptation qu'ils supporteraient la campagne Power The World.
Le 23 juin 2012, le groupe joue au Rio+Social à l'occasion du sommet Rio+20 sur le développement durable. En août 2012, le groupe est officiellement reconnu par le département du Commerce des États-Unis (équivalent du ministère) et plus précisément le National Weather Service (service de météorologie national) comme un National Weather Service StormReady Supporter. Ils sont félicités pour les différents dispositions prises lors de leurs concerts afin de protéger efficacement les fans des aléas météorologiques, et font figure d'exemple pour toute l'industrie du spectacle.

## Membres

### Membres actuels
- Mike Shinoda – chant, rap, guitare rythmique, piano, clavier, sample (1996–2017, depuis 2023)
- Emily Armstrong – chant (depuis 2023)
- Brad Delson – guitare solo, chœur, clavier, basse (1996–2017, depuis 2023)
- Joe Hahn – scratch, clavier, sample, chœur (1996–2017, depuis 2023)
- Dave « Phoenix » Farrell – basse, chœur, clavier  (1996–2017 ; depuis 2023)
- Colin Brittain – batterie, percussion (depuis 2023)

### Anciens membres
- Rob Bourdon – batterie, percussion, chœur (1996–2017)
- Chester Bennington – chant (1999–2017)
- Mark Wakefield – chant (1996–1998)
- Kyle Christner – basse(1998–1999)

### Membres de tournées
- Alex Feder – guitare solo (depuis 2024)
- Scott Koziol – basse (2000)

## Vidéographie
- Frat Party at the Pankake Festival (DVD-VHS) (2001)
- Reanimation (CD-DVD) (2002)
- The Making of Meteora (CD-DVD) (2003)
- Live in Texas (CD-DVD) (2003)
- Breaking the Habit (DVD) (2004)
- Collision Course (DVD) (2004)
- Minutes to Midnight (Édition limitée) (DVD) (2007)
- Road to Revolution: Live at Milton Keynes (DVD) (2008)
- The Meeting of A Thousand Suns (DVD) (2010)
- A Thousand Suns + (CD-DVD) (2011)
- Inside Living Things (DVD) (2012)
- Living Things + (CD-DVD) (2013)